# الحرب الأهلية السورية
|  | يجري الآن نقاش حول نقل صفحة الحرب الأهلية السورية إلى الثورة السورية. جار التوصل إلى اتفاق بشأن النقل في صفحة طلبات النقل. |

الحرب الأهلية السورية، وتسمّى أيضاً الأزمة السورية، وتدعى مرحلة الانتفاضة والحراك الشعبي باسم الثورة السورية، هي صراع مسلح داخلي طويل الأمد متعدِّد الجوانب في سوريا منذ 2011، شاركت فيه عدَّة أطراف دوليَّة، دار بالدرجة الأولى بين نظام حزب البعث بقيادة الرئيس بشار الأسد (حتى إسقاطه يوم 8 ديسمبر 2024)، وقوات المعارضة المسلحة، إلى جانب الجماعات الإسلامية والتنظيمات المتشددة.
الاضطرابات في سوريا هي جزء من موجة أوسع من احتجاجات الربيع العربي 2011 التي بدأت في تونس عندما أقدم البوعزيزي على إحراق نفسه، ما أثار سلسلة من الاحتجاجات في باقي الدول العربية. اندلعت الثورة السورية بسبب استياء شعبي من حكومة الأسد، بعد أن سجنت السلطات مجموعة من الأطفال في مدينة درعا السورية، ورفضت طلب الأهالي بإطلاق سراحهم، مما دفعهم إلى الخروج في مظاهرة قوبلت بإطلاق نار من الجنود الحكوميين، لتتصاعد الأحداث إلى نزاع مسلح بعد قمع قوات الأمن للاحتجاجات المطالبة برحيل الأسد.
شاركت في النزاع عدة جهات، حيث كانت الحكومة السورية مدعومة من روسيا وإيران وحزب الله، أما على الجانب الآخر، هناك تحالف فضفاض يضم جماعات المعارضة المسلحة، أبرزها الجيش السوري الحر، بالإضافة إلى جماعات سلفية جهادية مثل جبهة النصرة وتنظيم الدولة الإسلامية في العراق والشام (داعش)، وقوات سوريا الديمقراطية التي تضم أغلبية كردية. تدخلت عدة دول في المنطقة وخارجها في هذا النزاع، إما بالمشاركة العسكرية المباشرة أو بتقديم الدعم لأحد الفصائل المسلحة أو أكثر.
شكلت جماعات المعارضة السورية الجيش السوري الحر وسيطرت على المناطق المحيطة بحلب وأجزاء من جنوب سوريا. مع مرور الوقت، انشقت بعض فصائل المعارضة عن توجهاتها المعتدلة الأصلية وتبنت رؤية إسلامية لسوريا، وانضمت إلى مجموعات مثل جبهة النصرة وتنظيم داعش. في عام 2015، انضمت وحدات حماية الشعب إلى القوات العربية والآشورية والأرمنية وبعض المجموعات التركمانية لتشكيل تحالف عسكري تحت اسم قوات سوريا الديمقراطية، في حين بقيت معظم الميليشيات التركمانية مع الجيش الحر وتلقت دعمًا مباشرًا من تركيا. في حين دعمت روسيا وحزب الله الحكومة السورية عسكريًا، وقد بدأ ائتلاف من دول الناتو في الفترة من 2014، في شنِّ الضربات الجوية ضد داعش.
اتهمت المنظمات الدولية الحكومة السورية وتنظيم داعش والجماعات المعارضة بارتكاب انتهاكات جسيمة لحقوق الإنسان والعديد من المذابح. وقد أسفر النزاع عن أزمة لاجئين كبيرة. وخلال الحرب، أطلقت عدد من مبادرات السلام، بما في ذلك محادثات السلام التي عقدت في جنيف في مارس 2017 تحت رعاية الأمم المتحدة، إلا أن القتال ظل مستمرًا.
قدرت الأمم المتحدة عدد ضحايا الحرب الأهلية بين 580,000 و617,910+ شخصًا، منهم 306,887+ مدنيين، بينهم عشرات الآلاف من الأطفال والنساء. كما تسببت الحرب في نزوح 6.7 مليون شخص داخليًا بحلول مارس 2021، مما يجعلها واحدة من أسوأ الحروب الكارثية في القرن الواحد والعشرين.

## الخلفية

### حكومة الأسد
أصبحت سوريا جمهورية مستقلة في 1946 بعد سنوات من الاحتلال الفرنسي بعد الحرب العالمية الثانية، على الرغم من أن الحكم الديمقراطي انتهى بانقلاب بدعم من الولايات المتحدة في مارس 1949، تلاه انقلابين آخرين في نفس العام. شهدت انتفاضة شعبية ضد الحكم العسكري في 1954 نقل الجيش السلطة إلى المدنيين. ومن 1958 إلى 1961، حل اتحاد قصير مع مصر محل النظام البرلماني السوري بحكومة رئاسية مركزية. جاءت حكومة البعث العلمانية الإقليمية السورية إلى السلطة من خلال انقلاب في 1963. وخلال السنوات العديدة التالية، مرت سوريا بانقلابات وتغييرات في القيادة.
في مارس 1971، قاد حافظ الأسد انقلاب عسكرياً داخلياً تحت اسم «الحركة التصحيحية»، وتمّ انتخابه رئيسًا للبلاد، وهو المنصب الذي ظل يشغله حتى وفاته في 2000. ومنذ 1970، ظل الفرع الإقليمي السوري العلماني السلطة السياسية المهيمنة في ما كانت دولة الحزب الواحد حتى عقدت أول انتخابات متعددة الأحزاب لعضوية مجلس الشعب السوري في 2012. في 31 يناير 1973، نفذ حافظ الأسد دستورًا جديدًا أدى إلى أزمة وطنية. وعلى عكس الدساتير السابقة، فإن هذا لا يتطلب أن يكون الرئيس السوري مسلمًا، مما أدى إلى مظاهرات عنيفة في حماة وحمص وحلب نظمتها جماعة الإخوان المسلمين و‌العلماء. ووصفوا الأسد بـ«عدو الله» ودعوا إلى الجهاد ضد حكمه. نجحت الحكومة في قمع سلسلة من الثورات المسلحة التي قام بها الإسلاميون، أساساُ أعضاء الإخوان المسلمين، من 1976 حتى 1982.
عند وفاة حافظ الأسد في 2000، تم تعديل المادة 83 من الدستور، وخفض سنّ الترشح لانتخابات رئاسة الجمهورية من 40 عامًا إلى 34 عامًا، ليُتاح للابن بشار الأسد إمكانية الترشح للرئاسة، فصار بشار رئيسًا لسوريا،  في بادئ الأمر كان هناك آمالا في إجراء إصلاحات ديمقراطية. وقد حدث ربيع دمشق، وهو فترة من المناقشات الاجتماعية والسياسية، بين يوليو 2000 وأغسطس 2001. وانتهى ربيع دمشق إلى حد كبير في أغسطس 2001 بإلقاء القبض على عشرات من النشطاء القياديين الذين دعوا إلى إجراء انتخابات ديمقراطية وشن حمله عصيان مدني وسجنهم. ويرى منتقدو بشار الأسد أنه فشل في الوفاء بالإصلاحات الموعودة. فيما يؤكد بشار الأسد أنه لا توجد «معارضه معتدلة» لحكمه، وأن جميع قوات المعارضة هي جهادية عازمة على تدمير قيادته العلمانية.

### التركيبة السكانية
يمثل العرب السوريون، بالإضافة إلى حوالي 600,000 من العرب اللاجئين الفلسطينيين، حوالي 74 في المائة من السكان (إذا استثني المسيحيون السريان). المسلمون السوريون 74 في المائة من السنة (بما في ذلك الصوفيين)، و13 في المائة من الشيعة (بما في ذلك 8–12 في المائة من العلويين منهم حوالي 2 في المائة من المرشديين)، 3 في المئة من الدروز، في حين أن 10 في المئة المتبقية من المسيحيين. ليس كل السنة السوريين عرب. عائلة الأسد مختلطة. بشار متزوج من سنية. وهو ينتسب إلى الطائفة التي ينتمي إليها والديه: طائفه الأقلية العلوية. العلويون يسيطرون على جهاز الأمن السوري.
تتنوع انتماءات المسيحيين السورين المذهبية، حيث يتوزعون على خمس طوائف رئيسية: الأرثوذوكسية الشرقية، والأرثوذوكسية المشرقية، والكاثوليكية، والبروتستانتية وكنيسة المشرق.
ويعد الروم الأرثوذكس أتباع بطريركية أنطاكية أكبر طائفة مسيحية في سوريا. ومن الناحية العرقية، يأتي المسيحيون العرب في المقدمة، ثم الآشوريين، ثم الأرمن.
إن الأكراد السوريين، وهم أقلية عرقية تشكل حوالي 9% من السكان، عانوا من التمييز العرقي وإنكار حقوقهم الثقافية واللغوية، بالإضافة إلى الحرمان المتكرر من الجنسية منذ انقلاب البعث.
الآشوريون، وهم من الشعوب الأصلية المسيحية الشرقية الناطقة بالآرامية، والذين يبلغ عددهم حوالي 500,000 نسمة، يوجدون أساسًا في شمال شرق سوريا. ويعيش عدد أكبر من السكان على الحدود في شمال العراق. وتشمل الجماعات الإثنية الأخرى الأرمن، و‌الشركس، و‌التركمان، واليونانيين، و‌المحلمية، و‌الكاولية، واليزيديين، و‌الشبك، والمندائيين.

### الخلفية الاجتماعية والاقتصادية
زادت التفاوتات الاجتماعية والاقتصادية كثيرًا بعد أن بدأ حافظ الأسد سياسات السوق الحرة في سنواته الأخيرة، وتسارعت بعد أن وصل بشار الأسد إلى السلطة. ومع التركيز على قطاع الخدمات، أفادت هذه السياسات أقلية من سكان البلد، معظمهم ممن تربطهم صلات مع الحكومة، وأعضاء من الفئة التجارية السنية في دمشق وحلب.
واجهت سوريا أيضًا ارتفاعًا شديدًا في معدلات البطالة بين الشباب. في بداية الأحداث، قيل أن السخط ضد الحكومة هو الأقوى في المناطق الفقيرة في سوريا، وفي الغالب بين السنة المحافظين. شملت المدن التي ترتفع فيها معدلات الفقر مثل درعا وحمص، والمناطق الفقيرة في المدن الكبيرة.

### الجفاف
وقد تزامن ذلك مع الجفاف الشديد الذي سجل في سوريا، والذي استمر من 2006 إلى 2011 وأسفر عن فشل واسع النطاق في المحاصيل، وزيادة في أسعار الأغذية، وهجرة جماعية للأسر الزراعية إلى المراكز الحضرية. وقد أدت هذه الهجرة إلى إرهاق الهياكل الأساسية التي أثقلت بالفعل بتدفق حوالي 1,500,000 لاجئ من حرب العراق. ارتبط الجفاف بالإحترار العالمي البشري المنشأ. لا تزال إمدادات المياه الكافية تشكل قضية في الحرب الأهلية الجارية وكثيرًا ما تكون هدفًا للعمل العسكري.

### حقوق الإنسان
لقد كانت حالة حقوق الإنسان في سوريا منذ فترة طويلة موضع نقد قاس من المنظمات العالمية. إن حقوق حرية التعبير وتكوين الجمعيات والتجمع خضعت لرقابة صارمة في سوريا حتى قبل الانتفاضة. وكان البلد تحت حكم الطوارئ من 1963 حتى 2011 وحظرت التجمعات العامة لأكثر من خمسة أشخاص. كانت لدى قوات الأمن سلطات واسعة للاعتقال والاحتجاز.
وقد ضايقت السلطات نشطاء حقوق الإنسان وغيرهم من منتقدي الحكومة وسجنتهم، وكثيرًا ما يحتجزون لأجل غير مسمى ويعذبون وهم في ظروف شبيهة بالسجن. واجهت النساء والأقليات العرقية التمييز في القطاع العام. حرم آلاف من الأكراد السوريين من الجنسية في 1962 وكان أبناؤهم يوصفون بأنهم «أجانب». وأدى عدد من أعمال الشغب في 2004 إلى زيادة التوتر في كردستان السورية، ووقعت مصادمات بين المحتجين الأكراد وقوات الأمن منذ ذلك الحين.
على الرغم من الآمال في إحداث تغيير ديمقراطي مع ربيع دمشق 2000، فإن بشار الأسد اعتبر على نطاق واسع أنه فشل في تنفيذ أي تحسينات. وذكر تقرير لمنظمة هيومن رايتس ووتش صدر قبل بداية انتفاضة العام 2011 بقليل أنه لم يحسن إلى حد كبير حالة حقوق الإنسان منذ توليه مقاليد السلطة.

## الأطراف المتحاربة والمشاركة الأجنبية
هناك العديد من الفصائل، الأجنبية منها والمحلية، المتورطة في الحرب الأهلية السورية، بما في ذلك تنظيم الدولة الإسلامية، والجيش السوري الحر المدعوم من تركيا، والميليشيات المسيحية الموالية للحكومة، وتنظيم القاعدة في سوريا، وميليشيا الأكراد وحدات حماية الشعب، أو الميليشيات الشيعية من إيران والعراق وأفغانستان، وكثير منها متحالفة ضد بعضها البعض. وقد تلقت كل من الحكومة السورية والمعارضة دعما عسكريا ودبلوماسيا، من بلدان أجنبية مما أدى بوصف الصراع كثيرا بأنه حرب بالوكالة.
الأطراف الرئيسية التي تدعم الحكومة السورية هي إيران وروسيا وحزب الله اللبناني. تلقت الجماعات المعارضة السورية دعما سياسيا ولوجستيا وعسكريا من الولايات المتحدة وتركيا والمملكة العربية السعودية وقطر وبريطانيا وفرنسا وإسرائيل وهولندا. وتحت رعاية عملية خشب شجرة الجميز (تيمبر سيكامور) وغيرها من الأنشطة السرية، قامت عناصر من وكالة المخابرات المركزية والقوات الخاصة للولايات المتحدة بتدريب ما يقرب من 10,000 من المقاتلين المعارضين وتسليحهم بتكلفة قدرها مليار دولار سنويا منذ عام 2012.
في 11 فبراير 2016 أعلنت السلطات السعودية والتركية عن خطتها للتدخل برًا في الحرب الأهلية السورية وبينت أن خطتها هي لدعم الجيش السوري الحر والقوات المعارضة الأخرى في سوريا، وقالت السعودية أن الجيش السعودي والجيش التركي ستدعم الجيش الحر ضد داعش ولن تدعمه في حربها ضد قوات الحكومة السورية.[بحاجة لمصدر أفضل]

### الانضمام الروسي
في 30 سبتمبر 2015، وافق مجلس الاتحاد الروسي على النداء الذي وجهه الرئيس الروسي، فلاديمير بوتين، للسماح باستخدام القوات المسلحة الروسية في الخارج. على وجه الخصوص، فإنه ينص على استخدام القوة الجوية في سوريا «لصالح الحكومة السورية». (وقد اتخذ قرار بالإجماع من قبل 162 صوتا «ل»، في غياب «امتناع» وصوتت «ضد»).

### الدور الإسرائيلي
قبل بداية الحرب كانت العلاقات السورية الإسرائيلية منعدمة تماماً وتعلن سوريا رسمياً أن إسرائيل دولة عدو منذ 1948، وخاضت سوريا وإسرائيل عدة حروب خلال فترة حكم حزب البعث لسوريا أبرزها حرب أكتوبر، وحتى تاريخ اللحظة لم يصل الجانبان لأي اتفاقية سلام رغم بعض الجهود الدولية.
منذ بداية الحرب الأهلية السورية أعلنت إسرائيل أنها تقف على الحياد في النزاع القائم  وأن مهمتها الحفاظ على أمنها فقط.
رغم ذلك استقبلت المستشفيات في الشمال الإسرائيلي عدة مرات مصابي وجرحى الحرب في المناطق الحدودية من مدنيين وعسكريي المعارضة.
في 19/2/2014 زار رئيس الوزراء الإسرائيلي بنيامين نتنياهو مستشفى نهاريا الإسرائيلي وتابع الحالات الموجودة فيها من المصابين السوريين.
أيضاً وعلى مدى سنوات الحرب قامت الطائرات الإسرائيلية في الكثير من المرات بطلعات جوية قصفت فيها مناطق سورية  واشتبكت في أكثر من مرة مع الدفاعات الجوية السورية.... ونادراُ ما تصرح إسرائيل حول طبيعة الغارات لكن يعتقد أنها تستهدف مواقع إيرانية في سوريا.
وفي 10/2/2018 أسقطت الدفاعات السورية طائرة F16 إسرائيلية فوق الجولان بعد قيامها بغارة داخل سوريا، وذلك لأول مرة منذ اندلاع الحرب الأهلية 

### التدخل العسكري التركي
في 24 أغسطس 2016 دخلت عدد من الدبابات التركية برفقة مقاتلين من المعارضة إلى مدينة جرابلس السورية لتبدأ عملية أطلقت عليها اسم «درع الفرات» والتي قالت أن هدفها الأساسي تطهير الحدود التركية من تنظيم الدولة وقوات سورية الديمقراطية انطلاقا من جرابلس. انتهت عملية درع الفرات يوم 29 مارس/آذار 2017 بإعلان من الأمن القومي التركي، وقال بن علي يلدرم رئيس الوزراء التركي أن العملية حققت أهدافها وانتهت وأنه من الممكن فيما بعد شن عمليات مشابهة في حال كان هنالك خطر على أمن بلاده 

## الأسلحة المتقدمة والتكتيكات

### الأسلحة الكيميائية
استخدم غاز السارين، وعامل الخردل، وغاز الكلور أثناء النزاع. وقد أدت الخسائر العديدة في الأرواح إلى رد فعل دولي، لا سيما الهجمات التي وقعت في الغوطة في عام 2013. وطُلب من بعثة لتقصي الحقائق تابعة للأمم المتحدة التحقيق في الهجمات المزعومة بالأسلحة الكيميائية. في أربع حالات أكد مفتشو الأمم المتحدة استخدام غاز السارين. في أغسطس 2016، ألقى تقرير سري صادر عن الأمم المتحدة ومنظمة حظر الأسلحة الكيميائية باللائمة صراحة على الجيش السوري لبشار الأسد لإلقاءه الأسلحة الكيميائية (قنابل الكلور) على مدينتي تلمنس في أبريل 2014، وسرمين في مارس 2015، وتنظيم داعش لاستخدام غاز الخردل في بلدة مارع في أغسطس 2015.
اتهمت الولايات المتحدة والاتحاد الأوروبي الحكومة السورية بشن عدة هجمات كيميائية. وفي أعقاب هجمات الغوطة التي وقعت في عام 2013 والضغوط الدولية، بدأ تدمير الأسلحة الكيميائية السورية. وفي عام 2015، كشفت بعثة الأمم المتحدة عن آثار غاز السارين غير المعلن عنها من قبل في «موقع للبحوث العسكرية». بعد الهجوم الكيميائي الذي وقع في أبريل 2017، شنت الولايات المتحدة أول هجوم لها على قوات الحكومة السورية.

### القنابل العنقودية
سوريا ليست طرفا في اتفاقية الذخائر العنقودية ولا تعترف بحظر استخدام القنابل العنقودية. يزعم أن الجيش السوري بدأ يستخدم القنابل العنقودية في سبتمبر 2012. وقال ستيف غوز، مدير شعبة الأسلحة في منظمة رصد حقوق الإنسان، إن «سوريا توسع استخدامها المتواصل للذخائر العنقودية، وهو سلاح محظور، والمدنيين يدفعون الثمن بأرواحهم وأطرافهم»، «إن الحصيلة الأولية ليست سوى البداية لأن الذخائر العنقودية غالبا ما تترك القنابل الصغيرة غير المنفجرة التي تقتل وتشوه بعد ذلك بفترة طويلة».

### القذائف المضادة للدبابات
هناك عدة أنواع من القذائف المضادة للدبابات مستخدمة في سوريا. أرسلت روسيا 9إم133 كورنت، وهو الجيل الثالث من القذائف الموجهة المضادة للدبابات إلى الحكومة السورية التي استخدمتها على نطاق واسع ضد المدرعات وغيرها من الأهداف الأساسية لمكافحة الجهاديين والمعارضين. وتعد صواريخ بي جي إم-71 تاو الأميركية الصنع واحدة من الأسلحة الرئيسية للجماعات المعارضة، وتوفرها في المقام الأول الولايات المتحدة والمملكة العربية السعودية. كما زودت الولايات المتحدة الجماعات المعارضة السورية بالعديد من منصات إطلاق الصواريخ من طراز 9K111 فاغوت والرؤوس الحربية من أوروبا الشرقية في إطار برنامجها خشب شجرة الجميز.

### الصواريخ الباليستية
في يونيو 2017، هاجمت إيران أهداف تنظيم الدولة الإسلامية في منطقة دير الزور في شرق سوريا بصواريخ باليستية من طراز ذو الفقار أطلقت من غرب إيران، في أثناء استخدام إيران لأول مرة للصواريخ المتوسطة المدى في غضون 30 عاما. ووفقا لما أفادت به جريدة جين للدفاع، سافرت الصواريخ إلى مسافة تتراوح بين 650 و700 كيلومترا.

## ردود الفعل الدولية
ركزت أغلب تصريحات قادة دول العالم على الإصلاح وإدانة العنف والقمع. فقد دعا الرئيس الأمريكي باراك أوباما نظيره بشار الأسد من أجل «أن يقود التحول في بلده أو يتنحى جانبا». وفرضت الولايات المتحدة والاتحاد الأوروبي وكندا وأستراليا عقوبات على مسؤولين سوريين من بينهم بشار الأسد تشمل تجميد الأرصدة ومنع دخول أراضيها؛
وزير الخارجية وليد المعلم اعتبر أنه لا يوجد رصيد لمسؤولين سوريين في الخارج، وأن هذه الخطوة تأتي «للمساس بكرامة الشعب».
تطور الموقف التركي التي سعت في 6 أبريل لتقديم يد العون «لضمان رخاء الشعب السوري وتعزيز أمنه واستقراره»،  ثم شددت من لهجتها في 10 يونيو إذ وصف رئيس وزرائها رجب طيب أردوغان ما يجري في سوريا بأنه «فظائع»، واتهم النظام السوري بعدم التصرف بشكل إنساني حيال المحتجين المناهضين له.
فيما قدمت الدول الأوروبية في مجلس الأمن الدولي (أي فرنسا وبريطانيا وألمانيا والبرتغال) مشروع قرار يدين سوريا، غير أنها فشلت أمام رفض الصين والهند وجنوب أفريقيا ولبنان وتلويح روسيا باستعمال «حق النقض» في وجه أي قرار.
في المقابل تلقى، بشار الأسد دعما من إيران وفنزويلا وحزب الله لما اعتبروه مؤامرة غربية لزعزعة حكومة تؤيد المقاومة.
أما على صعيد الدول العربية فإن ملوك والبحرين والأردن وأمير الكويت ورئيس وزراء العراق ورئيس لبنان اتصلوا بالرئيس مؤكدين دعمهم للنظام،  وقد أوفدت الإمارات العربية المتحدة وزير خارجيتها إلى دمشق حاملًا رسالة من رئيس الدولة إلى الرئيس الأسد يؤكد فيها دعمه للنظام،  فقط في مجلس الأمة الكويتي وقع 25 نائبًا من أصل 50 نائب إلى عريضة تطالب بطرد السفير وقطع العلاقات مع سوريا، وقد صرّح عمرو موسى أن جامعة الدول العربية تلقت طلبًا لتجميد عضوية سوريا، دون أن يقدم تفاصيل أوفى.
من جانها قالت منظمة مراقبة حقوق الإنسان (أو هيومان رايتس ووتش) إن النظام السوري قام بسلسلة انتهاكات «ممنهجة» ضد المحتجين المناوئين ما يضعها في خانة الجرائم ضد الإنسانية، وأن على الأمم المتحدة تحميل الحكومة السورية المسؤولية.
كما صوّت مجلس حقوق الإنسان على قرار يدين سوريا بانتهاك حقوق الإنسان ويطالب بلجنة تحقيق مستقلة فيها.

بعد ساعات من هجوم نفذه مؤيدين للرئيس السوري بشار الأسد على السفارة الأمريكية في دمشق، أعلنت وزيرة الخارجية الأمريكية هيلاري كلينتون أن نظام بشار الأسد قد فقد شرعيته، وأضافت أن الرئيس السوري بشار الاسد ليس شخصًا لا يمكن الاستغناء عنه وأن الولايات المتحدة ليست معنية ببقاء نظامه في السلطة.
| ”                            | توجد عصابة مسلحة كبيرة واحدة في سوريا اسمها الحكومة السورية. | “ |
| —السفارة الأمريكية في دمشق.‏،‏ |                                                              |   |

لكن نظام بشار الأسد تلقى إدانات واسعة من دول غربية عديدة إثر إقدام الجيش السوري على اجتياح حماة ودير الزور والبوكمال، وبرز في هذا السياق موقف روسيا التي طالبت الأسد بوقف استعمال العنف ضد المدنيين. كما دعت ألمانيا وإيطاليا مجلس الأمن للانعقاد في جلسة مغلقة للتشاور في شأن الأحداث في حماة فيما فرض الاتحاد الأوروبي عقوبات جديدة على النظام السوري. أما أبرز المواقف العربية فأتى من مصر التي أبدت انزعاجا من العنف في سوريا ودعت إلى إيجاد حل سياسي.

خريطة تبين الاعتراف الدولي بالائتلاف الوطني السوري باللون الأخضر.

## التأثير

### الوفيات

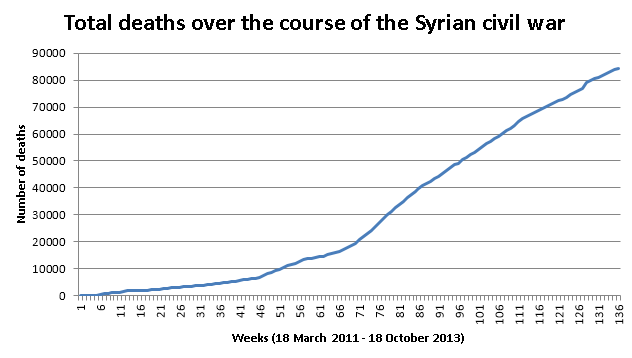
مجموع الوفيات خلال فترة النزاع في سوريا (18 مارس 2011 – -18 أكتوبر 2013) استنادا إلى بيانات من المجلس الوطني السوري

في يناير 2013، ذكرت الأمم المتحدة أن 60,000 شخصا قتلوا منذ بداية الحرب الأهلية، مع قول مفوضة الأمم المتحدة السامي لحقوق الإنسان نافي بيلاي إن «عدد الإصابات أكبر بكثير مما كان متوقعا، وأنه مروع بحق». وبعد ذلك بأربعة أشهر، كان رقم الأمم المتحدة المستكمل للخسائر في الأرواح قد وصل إلى 80,000. وفي 13 يونيو 2013، أفرجت الأمم المتحدة عن رقم مستكمل للأشخاص الذين قتلوا منذ بدء القتال، وكان هذا الرقم بالضبط 92,901 قتيلا، لغاية نهاية أبريل 2013. وذكرت نافي بيلاي، مفوضة الأمم المتحدة السامية لحقوق الإنسان، أنه «من الأرجح أن يكون هذا الرقم هو الحد الأدنى للإصابات.» وقد خمنت عدد القتلى الحقيقي بما يزيد على 100,000 شخص. وقد تضررت بعض مناطق البلد بصورة غير متناسبة من جراء الحرب؛ وفي بعض التقديرات، حدث ما يصل إلى ثلث جميع الوفيات في مدينة حمص.
تتمثل إحدى المشاكل في تحديد عدد «المقاتلين المسلحين» الذين لقوا حتفهم، وذلك بسبب بعض المصادر التي تضم المقاتلين المعارضين الذين ليسوا منشقين حكوميين بوصفهم مدنيين. ويقدر أن نصف أولئك الذين تأكد مقتلهم على الأقل من المقاتلين من الجانبين، من بينهم 52,290 من المقاتلين الحكوميين و29,080 من المعارضين، بالإضافة إلى وفاة 50,000 مقاتل إضافي غير مؤكد. وبالإضافة إلى ذلك، أفادت اليونيسيف بأن ما يزيد على 500 طفل قتلوا بحلول أوائل فبراير 2012، وأفيد عن اعتقال وتعذيب 400 طفلا آخرين في السجون السورية؛ وقد اعترضت الحكومة السورية على هاتين المطالبتين. في منتصف أكتوبر 2012، أفادت جماعة نشطاء المعارضة المرصد السوري لحقوق الإنسان بأن عدد الأطفال الذين قتلوا في النزاع ارتفع إلى 2,300 طفلا، وفي مارس 2013، ذكرت مصادر المعارضة أن أكثر من 5,000 طفل قتلوا. وفي يناير 2014، صدر تقرير يتضمن تفاصيل قتل أكثر من 11,000 محتجز من الحكومة السورية بصورة منهجية.

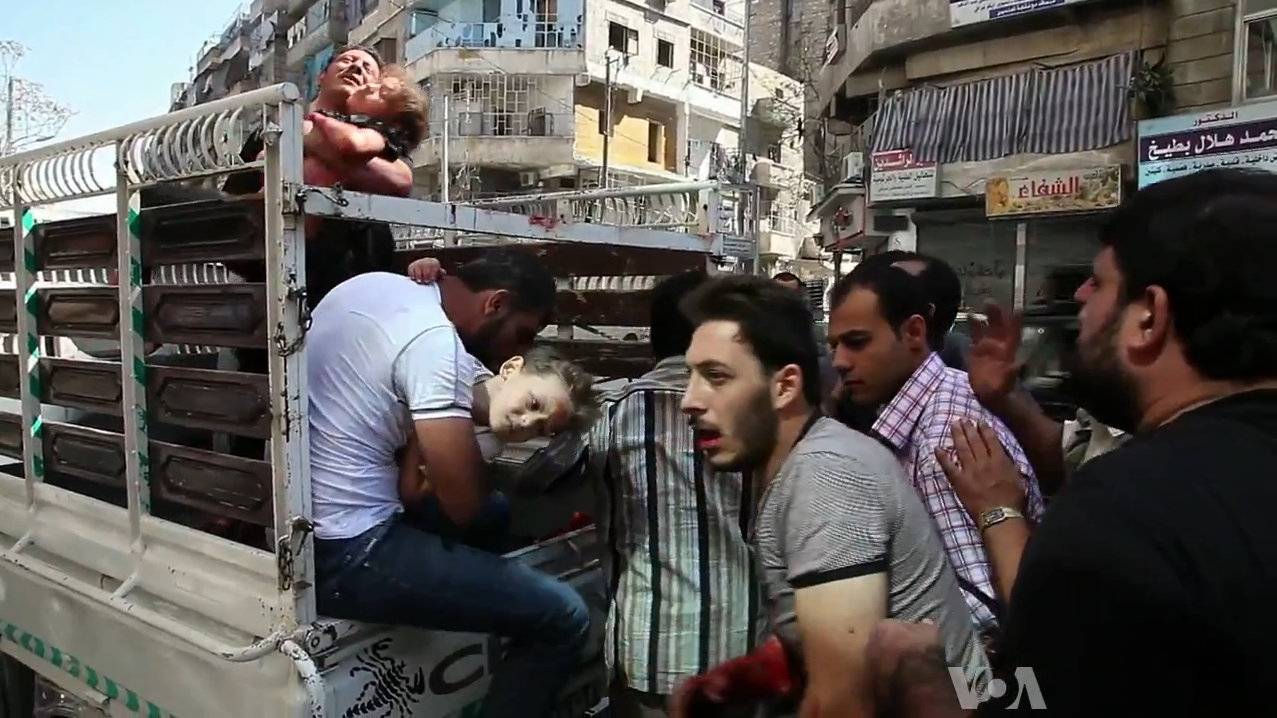
وصول الجرحى من المدنيين إلى مستشفى في حلب، أكتوبر 2012

في 20 أغسطس 2014، خلصت دراسة أجرتها الأمم المتحدة إلى أن 191,369 شخص على الأقل لقوا حتفهم في النزاع السوري. بعد ذلك توقفت الأمم المتحدة عن جمع الإحصاءات، ولكن الدراسة التي أجراها المركز السوري لبحوث السياسات، التي نشرت في فبراير 2016 قدرت الخسائر في الأرواح بنحو 470,000 شخص، بالإضافة إلى إصابة 1.9 مليون شخص بجروح (أي ما مجموعه 11.5 في المائة من مجموع السكان إما جرحوا أو قتلوا).

### المرض
انتشرت الأمراض المعدية النادرة في المناطق التي يسيطر عليها المعارضون والناجمة عن سوء المرافق الصحية وتدهور الأحوال المعيشية. وقد أثرت هذه الأمراض في المقام الأول على الأطفال. وهي تشمل الحصبة، وحمى التيفوئيد، والاتهاب الكبدي، والزحار، والسل، والدفتيريا، والسعال الديكي وداء الليشمانيات، وهو مرض جلدي مشوه. يعد مرض شلل الأطفال المعدي والموهِّن مصدر قلق خاص. حتى نهاية عام 2013، أبلغ الأطباء ووكالات الصحة العامة الدولية عن أكثر من 90 حالة. ويشكو منتقدو الحكومة من أنها أسهمت، حتى قبل الانتفاضة، في انتشار المرض عن طريق تقييد الوصول إلى التطعيم والصرف الصحي والحصول على المياه النظيفة في «المناطق التي تعتبر غير متعاطفة سياسيا».

### التشريد وهجرة اللاجئين

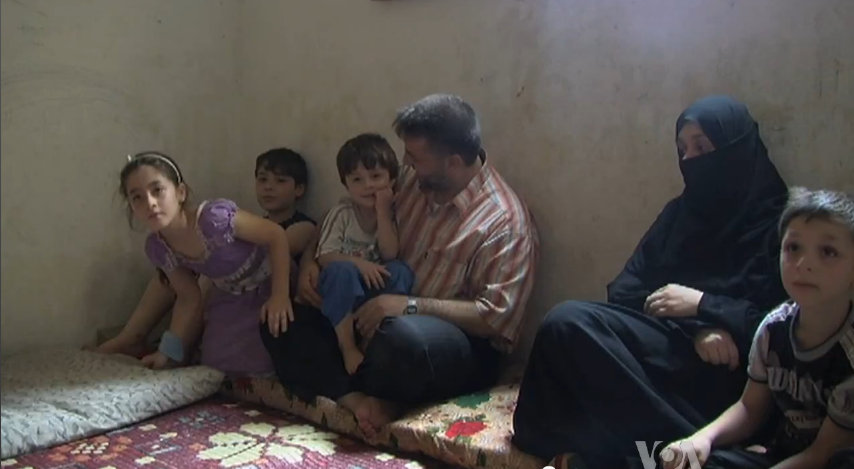
اللاجئون السوريون في لبنان الذين يعيشون في مساكن ضيقة (6 أغسطس 2012)

تسبب العنف في سوريا في فرار ملايين الناس من منازلهم. في مارس 2015، قدرت الجزيرة أن 10.9 مليون سوري، أي ما يقرب من نصف السكان، قد شردوا. وأصبح 3.8 مليون منهم لاجئين. اعتبارا من 2013، سعى واحد من كل ثلاثة لاجئين سوريين (نحو 667,000 شخص) إلى الحصول على الأمان في لبنان (4.8 ملايين نسمة عادة). وهرب آخرون إلى الأردن وتركيا والعراق. قبلت تركيا 1,700,000 (2015) من اللاجئين السوريين، نصفهم موزعون حول المدن وعشرات المخيمات التي وضعت تحت السلطة المباشرة للحكومة التركية. أكدت صور الأقمار الصناعية أن المخيمات السورية الأولى ظهرت في تركيا في يوليو 2011، بعد فترة وجيزة من محاصرة بلدات درعا وحمص وحماة. في سبتمبر 2014، ذكرت الأمم المتحدة أن عدد اللاجئين السوريين تجاوز 3 ملايين شخص. وفقا لما ذكره مركز القدس للشئون العامة، فان السنة يغادرون إلى لبنان، ويقوضون وضع حزب الله. وتسببت أزمة اللاجئين السوريين في تراجع فكرة «الأردن هو فلسطين» بسبب تدفق اللاجئين الجدد في الأردن. ويزعم البطريرك الكاثوليكي الرومي غريغوريوس الثالث لحام أن أكثر من 450 ألف مسيحي سوري شُردوا بسبب النزاع. اعتبارا من سبتمبر 2016، ذكر الاتحاد الأوروبي أن هناك 13.5 مليون لاجئ يحتاجون إلى المساعدة في البلد.

### انتهاكات حقوق الإنسان

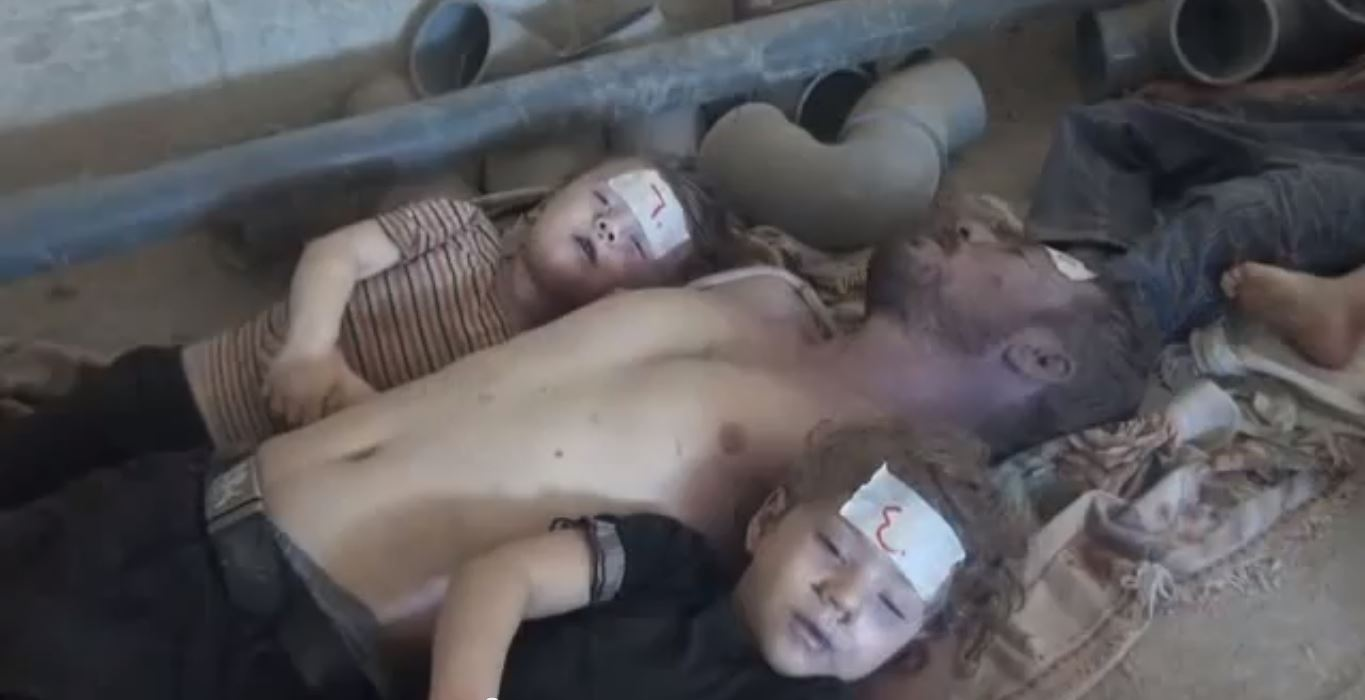
ضحايا هجوم الغوطة الكيميائي

وفقا لما ذكرته مختلف منظمات حقوق الإنسان والأمم المتحدة، فإن انتهاكات حقوق الإنسان ارتكبت من قبل الحكومة والمعارضين على حد سواء، مع «ارتكاب الحكومة السورية للغالبية العظمى من الانتهاكات».
وفقا لما ذكره ثلاثة محامين دوليين، يمكن لمسؤولي الحكومة السورية أن يواجهوا اتهامات بارتكاب جرائم حرب في ضوء وجود مخزن ضخم للأدلة المهربة إلى خارج البلد يظهر «القتل المنهجي» لنحو 11,000 محتجز. وكان معظم الضحايا من الشبان وكثير من الجثث هزيلة، وملطخة بالدماء، وبدت عليها آثار تعذيب. ولم تكن لدى البعض منها أعين؛ وظهرت علامات أخرى على الخنق أو الصعق بالكهرباء. وقال الخبراء إن هذه الأدلة كانت أكثر تفصيلاً وعلى نطاق أوسع بكثير من أي شيء آخر ظهر من الأزمة التي استمرت 34 شهراً حينئذ.
أفادت الأمم المتحدة أيضاً بأن «الحرب عن طريق الحصار تستخدم في سياق انتهاكات صارخة لحقوق الإنسان والقانون الإنساني الدولي. ولا تخشى الأطراف المتحاربة من تحميلها المسؤولية عن أفعالها». أعاقت القوات المسلحة لكلا جانبي النزاع وصول قوافل المساعدة الإنسانية، ومصادرة المواد الغذائية، وقطع إمدادات المياه، واستهدفت المزارعين العاملين في حقولهم. ويشير التقرير إلى أربعة أماكن تحاصرها القوات الحكومية: المعضمية، وداريا، ومخيم اليرموك، ومدينة حمص القديمة، فضلا عن منطقتين خاضعتين لحصار الجماعات المعارضة: حلب وحماة.
في 9 مارس 2022، حذرت لجنة مختُصة من الأمم المتحدة لتقصي الحقائق في سوريا عن ازدياد الكوارث الإنسانية وتوثيق انتهاكات حقوقية من عمليات اختطاف وقتل وتشريد من قبل أطراف النزاع، حيث نزح أكثر من نصف المواطنين الذين كانوا في البلاد قبل الحرب، ويعيش أكثر من 90 في المائة من المقيمين في حالة فقر. علاوة على ذلك، كشف تقرير عن اللجنة باستمرار تعرض السكان إلى أعمال القتل المستهدف والاحتجاز غير القانوني والتعذيب.

### إعدامات تنظيم القاعدة وداعش

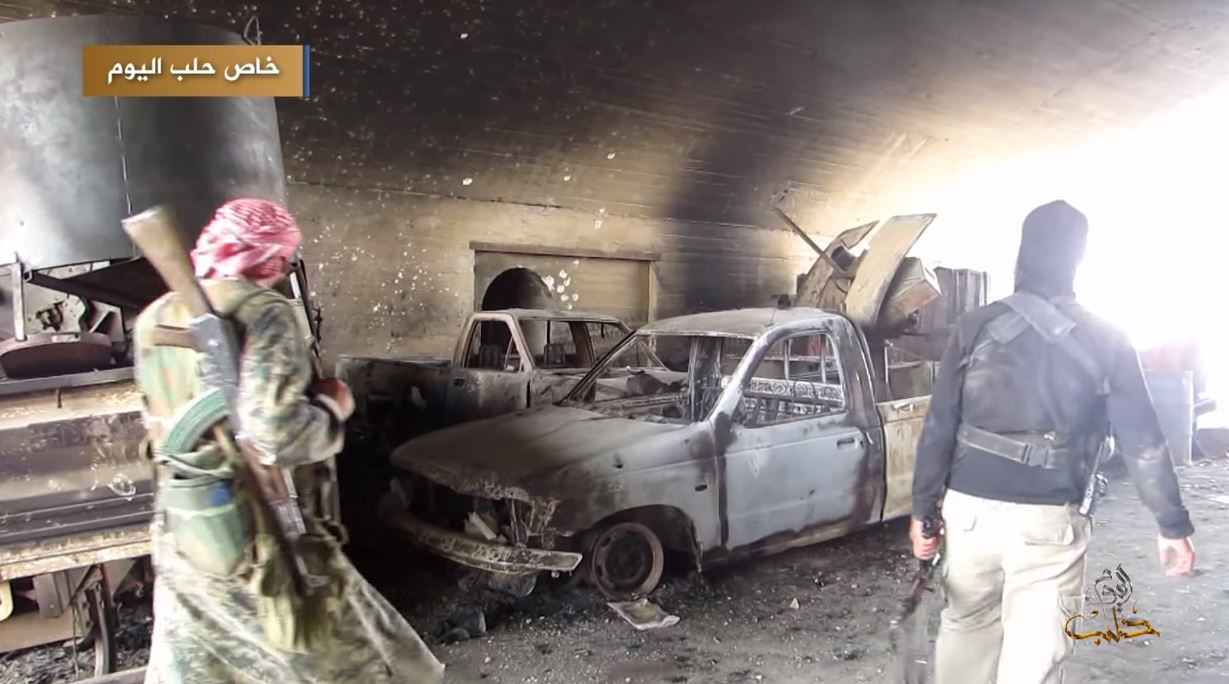
مقاتلو جبهة النصرة.

في 19 أغسطس، تم إعدام الصحفي الأمريكي جيمس فولي من قبل داعش، الذي ادعى أن ذلك كان ردًا على عمليات الولايات المتحدة في العراق. تم اختطاف فولي في سوريا مسبقًا في نوفمبر 2012 من قبل ميليشيا موالية للحكومة. هدد داعش أيضًا بإعدام ستيفن سوتلوف، الذي تم اختطافه على الحدود السورية التركية في أغسطس 2013. وقد كانت هناك تقارير عن قيام داعش باحتجاز مواطن ياباني واثنين من الإيطاليين ومواطن دنماركي أيضًا. أُعدم سوتلوف في وقت لاحق في سبتمبر 2014. قُتل ما لا يقل عن 70 صحفياً أثناء تغطيتهم للحرب السورية، واختطف أكثر من 80، وفقاً للجنة حماية الصحفيين. في 22 أغسطس 2014، أصدرت جبهة النصرة شريط فيديو عن الجنود اللبنانيين الأسرى وطالبت حزب الله بالانسحاب من سوريا تحت تهديد إعدامهم.

### الآثار والتراث الثقافي

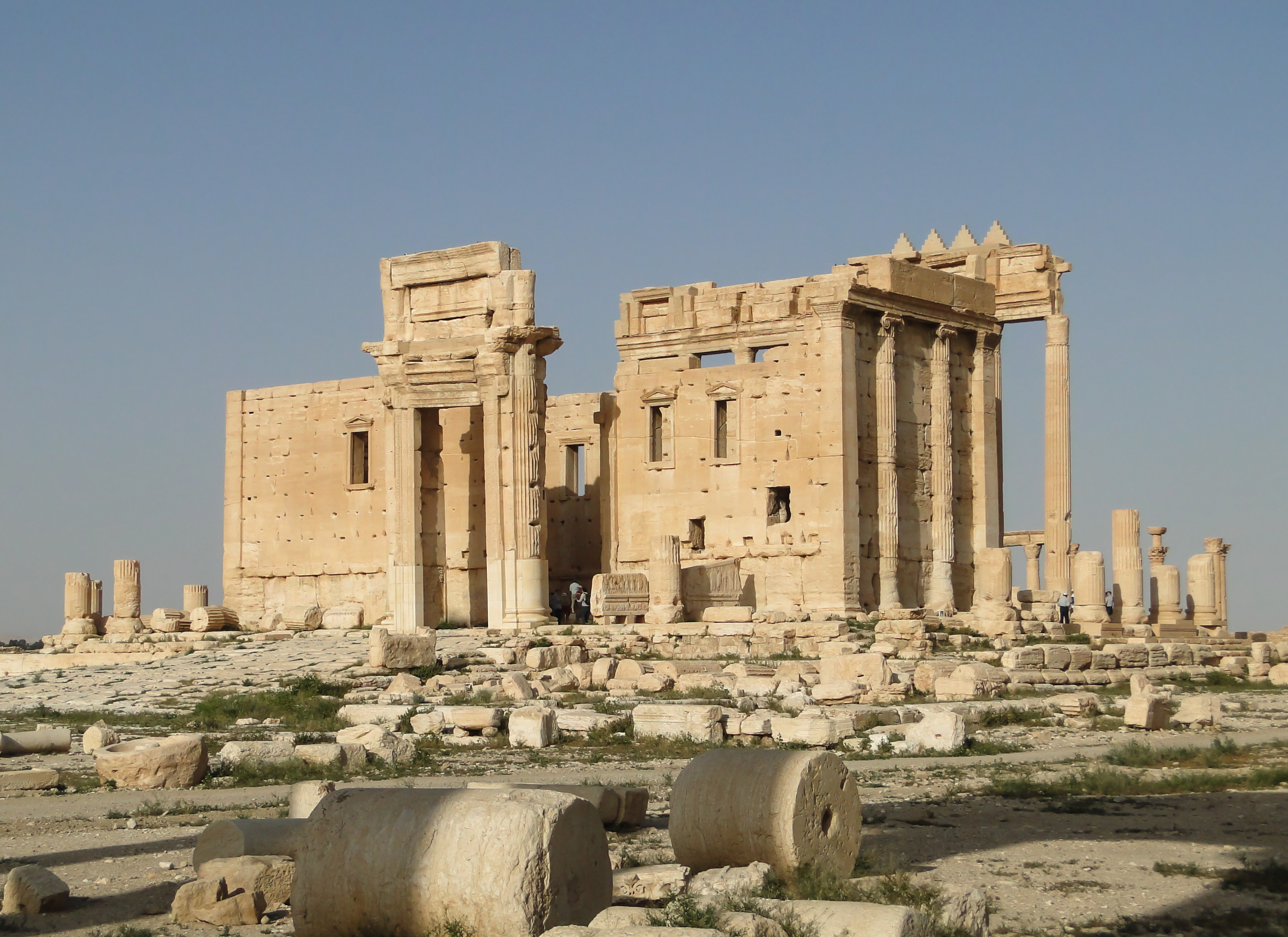
معبد بل في تدمر الذي دمّره داعش في أغسطس 2015

اعتبارًا من مارس 2015، أثرت الحرب على 290 موقعًا تراثيًا، وقد أُصيب 104 موقعًا لأضرار بالغة، وتدّمرت 24 موقع بالكامل. وقد تعرضت خمسة من مواقع التراث العالمي الستة في سوريا التي تشرف عليها اليونسكو لأضرار. لقد نتج تدمير التراث عن القصف والتحصين العسكري ونهب المتاحف والتلال والآثار الثمينة. وتقوم مجموعة تدعى التراث الأثري السوري تحت التهديد بمراقبة وتسجيل التدمير في محاولة لإنشاء قائمة بالمواقع التراثية التي لحقت بها أضرار خلال الحرب واكتساب دعم عالمي لحماية الآثار والعمارة التراثية السورية والحفاظ عليها.
أدرجت اليونسكو مواقع التراث العالمي الستة في سوريا على أنها مهددة بالخطر ولكن التقييم المباشر للأضرار غير ممكن. من المعروف أن مدينة حلب القديمة قد لحقت بها أضرار جسيمة خلال المعارك التي دارت داخل المنطقة، في حين أن تدمر وقلعة الحصن قد تعرضنا لأضرار أقل نسبياً. يُعتبر الحفر والتنقيب غير القانوني خطراً كبيراً، وظهرت مئات الآثار السورية في لبنان، بعضها من تدمر. من المعروف أن ثلاثة متاحف أثرية قد نُهبت؛ وفي الرقة يُرجّح أن بعض القطع الأثرية قد دمرها الإسلاميون الأجانب بدوافع دينية
في عامي 2014 و 2015 بعد صعود تنظيم الدولة الإسلامية، قام بتدمير العديد من المواقع في سوريا كجزء من التدمير المتعمد لمواقع التراث الثقافي. في تدمر، دمرت المجموعة العديد من التماثيل القديمة، مثل معبد بعلشامين وبل، والعديد من المقابر بما في ذلك برج الإله بعل، وجزء من قوس النصر الضخم. تعرّضت قلعة تدمر التي تعود للقرن الثالث عشر للتدمير من المسلحين خلال اشتباكات هجوم تدمر (مارس 2016). قام تنظيم الدولة أيضاً بتدمير مواقع أثرية في الرقة، والعديد من الكنائس، مثل كنيسة شهداء الأرمن في دير الزور التي بُنيت لتخليد
ضحايا الإبادة الجماعية.
ألهمت الحرب أعمالها الفنية والثقافية الخاصة، التي قام بها السوريون. أظهر معرض أواخر صيف 2013 في لندن في Gallery P21 بعضًا من هذه الأعمال، التي كان لا بدّ من القيام بها خارج سوريا.
في يناير 2018، ألحقت الغارات الجوية التركية أضرارًا جسيمة بمعبد حثي قديم في منطقة عفرين التي يسيطر عليها الأكراد في سوريا، والذي تم بناؤه من قبل الآراميين في الألف الأول قبل الميلاد.

### موجة الجرائم

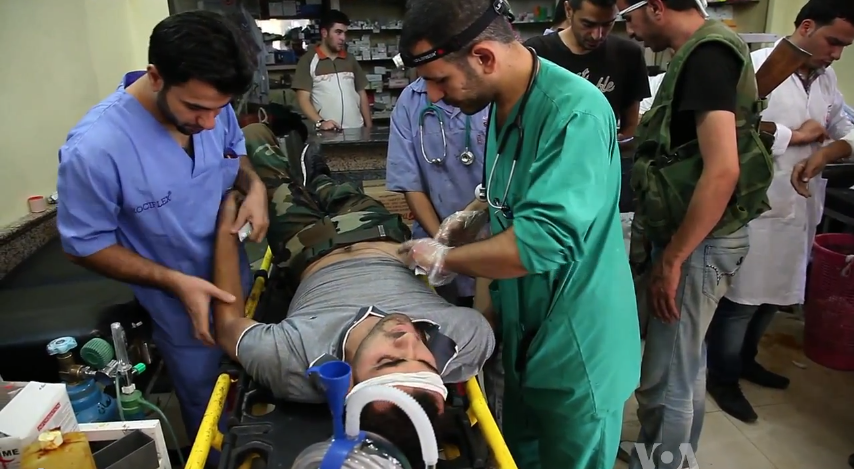
الأطباء والموظفون الطبيون الذين يعالجون المقاتلين المعارضين والمدنيين الجرحى في حلب

مع اتساع رقعة النزاع في جميع أنحاء سوريا، غرقت مدن عديدة في موجة من الجرائم، ذلك أن القتال تسبب في تفسخ جزء كبير من الدولة المدنية، وتوقف العديد من مراكز الشرطة عن العمل. وازدادت معدلات السرقة، مع نهب المجرمين للمنازل والمتاجر. كما زادت معدلات الاختطاف. وشوهد مقاتلو المعارضين يقومون بسرقة سيارات، وفي حالة واحدة، قاموا بتدمير مطعم في حلب حيث شوهد الجنود السوريون يتناولون الطعام. وبحلول يوليو 2012، قامت مجموعة حقوق الإنسان نساء تحت الحصار بتوثيق أكثر من 100 حالة من حالات الاغتصاب والاعتداء الجنسي خلال النزاع، ويعتقد أن العديد من هذه الجرائم قد ارتكبت من قبل الشبيحة وغيرها من الميليشيات الموالية للحكومة. وكان الضحايا من الرجال والنساء والأطفال، وكان نحو 80 في المائة من الضحايا المعروفين من النساء والفتيات.
وغالبا ما يشارك قادة قوات الدفاع الوطني المحلية في «أنشطة جني الأرباح من الحرب من خلال الابتزاز مقابل الحماية والنهب والجريمة المنظمة». شارك أعضاء قوات الدفاع الوطني أيضًا في «موجات القتل والسطو والسرقة والاختطاف والابتزاز في جميع أنحاء المناطق السورية التي تسيطر عليها الحكومة منذ إنشاء المنظمة في عام 2013»، كما ذكر معهد دراسة الحرب.
استخدمت كل من الحكومة والمعارضة شبكات إجرامية أثناء النزاع. وفي مواجهة العقوبات الدولية، اعتمدت الحكومة السورية على المنظمات الإجرامية لتهريب السلع والأموال داخل البلد وخارجه. كما أدى الانكماش الاقتصادي الذي سببه النزاع والجزاءات إلى انخفاض الأجور بالنسبة لأعضاء الشبيحة. وردا على ذلك، بدأ بعض أعضاء الشبيحة سرقة الممتلكات المدنية والقيام بعمليات اختطاف. تعتمد قوات المعارضين أحيانا على شبكات إجرامية للحصول على الأسلحة والإمدادات. ازدادت أسعار أسلحة السوق السوداء في البلدان المجاورة لسوريا زيادة كبيرة منذ بداية النزاع. وللحصول على أموال لشراء الأسلحة، اتجهت بعض الجماعات المعارضة نحو الابتزاز والسرقة والاختطاف.

### التمييز الطائفي
تعرّضت مُختلف الطوائف الدينية والمجموعات العرقيّة لانتهاكات حقوقية على أساس طائفي أو عرقي، من قبل القوات الرئيسية المتصارعة في الحرب الأهليّة. وقد أدى الانقسام والعنف الطائفي إلى زيادة تهديد الأقليات الدينية. كما انضم عدد كبير من السكان إلى ميليشيات وجماعات تتّسم بطابع طائفي أو عرقي، و‌تدفّق مسلّحون من عدّة دول للقتال في هذه الجماعات.
خلال بداية القرن العشرين كان أغلب المنتمين للطائفة العلوية في أوضاع اقتصادية صعبة، نتيجة عدم اعتراف الدولة العثمانية بالطائفة وحقوقها. في عام 1920 استحدث الانتداب الفرنسي على سوريا «دولة جبل العلويين» متحالفًا مع بعض العشائر العلويّة، غير أن الدولة واجهت مقاومة داخل الطائفة نفسها لعلّ أبرز وجوهها ثورة الشيخ صالح العلي؛ وتمت عودة الدولة إلى سوريا بعد طول كفاح سياسي عام 1936. ورغم التحسن النسبي في وضع الطائفة خلال عهد الجمهورية الأولى إلا أن التهميش والتفاوت الطبقي في الساحل نفسه ظل واضحًا وعوضًا عن ذلك انخرطت أعداد كبيرة من شبان الطائفة في الجيش السوري، وتمكنت من الوصول إلى مراتب قياديّة في الجيش خلال فترة الخمسينات، وشاركت في انقلاب البعث عام 1963، وخلال المرحلة اللاحقة لعب عدد من الشخصيات «العسكرية - السياسية» العلويّة دورًا بارزًا في سوريا لعلّ أحد وجوهها صلاح جديد الذي انقلب عليه حافظ الأسد عام 1970. استقطب الأسد عددًا من العوائل والعشائر العلويّة لطرفه، ومكّنها من الأجهزة الأمنية والمخابراتيّة على وجه الخصوص، وحافظ على سياسة الانخراط في الجيش، رغم ذلك لا يمكن نسب جميع الطائفة لشخصه، على سبيل المثال فإن «منظمة العمل الشيوعي» المعارضة للنظام منذ السبعينات، وتحوي رموز وشخصيات علويّة ذات شعبيّة في أوساطها، تعرضت للتنكيل والتعذيب من قبل النظام. خلال الأحداث الحاليّة، صدرت عدة بيانات موقعّة من شخصيات علويّة مثقفة تؤكد معارضة النظام وتدعو العلويين للانخراط في صفوف الانتفاضة، في حماة وخلال مظاهرات ساحة العاصي الحاشدة، شارك عديد من العلويين الوافدين من خارج المدينة بالتظاهر، وفي دمسرخو إحدى ضواحي اللاذقية ذات الأكثرية العلويّة، قام شبان باقتحام مبنى الأمن العسكري، وحسب عمار ديوب فإن «مئات من الشباب العلويين فاعلين في الانتفاضة». وعلى الرغم من ذلك، فإنه وبحسب ديوب فإنه لدى أغلبية الطائفة مخاوف من عودة التهميش الذي كان ممارسًا عليها أواسط القرن العشرين، ومن عمليات انتقاميّة جماعيّة في حال سقوط النظام سيّما مع وفرة أركان النظام من الطائفة، وكانت عمليات نزوح من الأحياء ذات الأكثرية العلويّة من حمص نحو الساحل ودمشق قد بدأت فعلًا تخوفًا من هكذا سيناريو،  فضلًا عن مخاوف من وصول قوى «متطرفة سنيّة» إلى الحكم؛ ورغم أن المجلس الوطني السوري دعا العلويين لمد اليد نحو «بناء دولة المواطنة والقانون»، فإنه حسب ديوب صمت العلويين لايعني تأييد النظام بقدر ما هو الخوف من القادم.
شنّت قوات المعارضة السورية عدة هجمات عشوائية على المناطق والبلدات التي تقطنها الأقليات الدينية، لاعتبارها أن هذه الأقليات موالية للحكومة مما دفعها لشن عمليات طائفية انتقامية. شمل ذلك التفجيرات الانتحارية والقصف بالهاون والاعتداء على الأماكن المقدسة والفعاليات الشعبية.
في أواخر عام 2015، صرح رئيس لجنة الشؤون الخارجية في الولايات المتحدة الأمريكية إد رويس، أن القادة العسكريين قد أبلغوه عن «حملات التطهير العرقي» التي يقودها «حزب الله»؛ وقال «لقد كنت أطلع على حقيقة أن إيران قامت بجلب ميليشيات حزب الله وعائلاتهم إلى المناطق والأحياء السنية في دمشق وتقوم بترحيل السكان السنّة منها حيث تقوم بحملة تطهير طائفي».
في تقرير لوزارة الخارجية الروسية منتصف 2016، أعلنت أن عدد المسيحيين في سوريا انخفض بمليون نسمة منذ بداية الحرب، حيث انخفض من 2.2 مليون إلى 1.2 وقد أعربت عن خوفها من مصير مشابه لمسيحيي العراق، الذين غادرت الغالبية العظمى منهم منذ الغزو الأميركي. ونقلت نيويورك تايمز أنّ جزءًا من الشارع المسيحي، متخوف بشكل حقيقي من السلطة المقبلة في حال سقوط الأسد الذي أمّن له الحماية والحقوق. كما تم تناقل تقاير عن «مصادر سورية أرثوذكسية» تتهم الجيش السوري الحر بتهجير المسيحيين، أما المؤسسة الدينيّة الرسميّة المسيحيّة فقد نبذت الحراك متخوفة من مصير مشابه لمسيحيي العراق ومصر، ودعت لإعطاء «فرصة للإصلاح».
انتقد البعض أمثال أدونيس، الشعارات الدينية التي ترفع في المظاهرات،  وبعض الشعارات التي رفعت من قنوات سلفيّة داعمة للمعارضة أمثال قناة صفا من طراز «الدَم السنّي واحد» وهو ما من شأنه أن يكون منفرًا للأقليات وقاسمًا للمجتمع؛ علمًا أن بثينة شعبان كانت أول من اتهمت في 26 مارس 2011 بأن الحراك يهدف إلى «بث الفتنة الطائفيّة»، 
على الجانب الآخر تبنت معظم فصائل المعارضة منهجاً إسلاميًا وحملت شعارات ذات صبغة دينية على غرار تنظيم جيش الإسلام، جيش محمد، وتنظيم جبهة النصرة، جيش التوحيد، والعديد من الحركات السلفية. واتهم المرصد السوري لحقوق الإنسان عدة مرات فصائل معارضة بارتكاب عمليات قتل طائفية كالمجزرة التي ارتكبتها في إدلب بحق 20 درزياً، والمجازر التي ارتكبت بحق العلويين في ريف اللاذقية وفي ريف دمشق«عدرا»  فضلاً عن عديد التفجيرات في المدن التي تقطنها أقليات دينية غير سنية 

### الشرخ الإجتماعي
بعد تحول الأزمة السياسية إلى حرب أهلية انقسم المجتمع السوري انقساماً حادا بين موالي للحكومة ومعارض لها وكان هذا الإنقسام يتعمق مع تصاعد الأحداث وزيادة العنف وسقوط المزيد من الضحايا يوما بعد يوم
وبدأت تتضح هذه الانقسامات من خلال بعض الصدامات المباشرة بين المسيرات الموالية والمعارضة في مختلف دول العالم خارج سوريا (كون الوضع الداخلي لم يسمح بالتقائهما في مكان واحد) أما داخل سوريا فترجمت بالاقتتال العسكري وتصفية الحسابات القديمة والاصطفافات الحزبية والعقائدية مع أطراف الصراع .... ووصل الانقسام حتى إلى مستوى القرى الصغرى أو حتى العائلات .
بدورها تأثرت صناعة الدراما السورية كثيرًا بهذا الانقسام بسبب الانتماءات المختلفة للفنانين والمخرجين والمنتجين، فضلاً عن الصعوبات الفنية والمالية التي واجهتها الصناعة بسبب تأثيرات الحرب.
سرعان ما تحولت أيضا الانقسامات الاجتماعية والسياسية إلى صراع طائفي وذلك تحت وطأة التدخلات الخارجية ودعوات الجهاد التي أطلقها بعض دعاة الطائفة السنية والمقابلة لها من الشيعية والعلوية، وترجم هذا أيضا بعدة أحداث أبرزها التفجيرات الانتحارية والمفخخة التي كانت تستهدف مدن معينة على أساس طائفي .. وكانت بعض الجماعات الأصولية السنية أو الشيعية تتبنى تلك التفجيرات (أو كمثل ما حصل خلال هجوم المعارضة على قرى شمال اللاذقية ذات الغالبية العلوية)[بحاجة لمصدر]
لاحقا ومع بدء التدخل العسكري الروسي وهزيمة تنظيم الدولة الإسلامية على يد قوات التحالف وأيضا بدأ دخول القوات العسكرية التركية ضمن المناطق الشمالية، بدأت تتراجع حدة الصيحات الطائفية في المنطقة

### التدمير
قدرت سلطات الأمم المتحدة أن الحرب في سوريا تسببت في تدمير ما يقرب من 400 مليار دولار.
وقع انفجار في الجزء الشمالي الشرقي من دمشق في 24 آب / أغسطس 2020، ودمر خط أنابيب غاز وأدى إلى انقطاع التيار الكهربائي عن معظم أجزاء العاصمة. وألقت الحكومة السورية باللوم على عناصر تنظيم داعش الإرهابي كمرتكبي الهجوم.

### الفن السوري
تقسم الفن السوري بين الاتجاهين، أيدها بعضهم المعارضة وذهب آخرون إلى الوقوف مع نظام الأسد والانحياز له، ما أثر سلبًا على عددٍ من الأعمال المشتركة وغياب التنسيق لإنتاجها، أو دفع بعض الفنانين للانخراط في أعمالٍ عربية أخرى في مصر والأردن ولبنان وغيرها.

## عملية السلام
خلال الحرب، كان هناك العديد من مبادرات السلام الدولية، التي اتخذتها جامعة الدول العربية والأمم المتحدة وجهات فاعلة أخرى. رفضت الحكومة السورية الجهود المبذولة للتفاوض مع ما تصفه بالجماعات الإرهابية المسلحة. في 1 فبراير 2016، أعلنت الأمم المتحدة عن البداية الرسمية لمحادثات جنيف سوريا للسلام برعاية الأمم المتحدة والتي تم الاتفاق عليها من قبل المجموعة الدولية لدعم سوريا (ISSG) في فيينا. في 3 فبراير 2016، أوقف وسيط السلام في الأمم المتحدة المحادثات. في 14 مارس 2016، استؤنفت محادثات جنيف للسلام. أصرت الحكومة السورية على أن مناقشة رئاسة بشار الأسد «خط أحمر»، لكن الرئيس السوري بشار الأسد قال إنه يأمل أن تؤدي محادثات السلام في جنيف إلى نتائج ملموسة، وأكد على الحاجة إلى عملية سياسية في سوريا.
انتهت جولة جديدة من المحادثات بين الحكومة السورية وبعض مجموعات المعارضين السوريين في 24 يناير 2017 في أستانا، كازاخستان، بدعم من الدول الضامنة الثلاث (روسيا وإيران وتركيا) لاتفاق وقف إطلاق النار الذي تم التوصل إليه في أواخر ديسمبر 2016. وصف مسؤول روسي محادثات عملية أستانا بأنها مكملة لمحادثات عملية جنيف التي تقودها الأمم المتحدة وليست بديلاً عنها. في 4 مايو 2017، في الجولة الرابعة من محادثات أستانا، وقع ممثلو روسيا وإيران وتركيا مذكرة تنص على إنشاء أربع «مناطق لوقف التصعيد» في سوريا، اعتبارًا من 6 مايو 2017.

### أهم مبادرات الحل السياسي
- مؤتمر جنيف 2 للسلام في سوريا
- اتفاق وقف إطلاق النار في سوريا (ديسمبر 2016)
- محادثات أستانة للسلام في سوريا
- مؤتمر سوتشي

## إعادة الإعمار
بينما لا تزال الحرب مستمرة، قال الرئيس السوري بشار الأسد أن سوريا ستكون قادرة على إعادة بناء الدولة التي مزقتها الحرب. اعتبارًا من تموز 2018 تقدر تكلفة إعادة الإعمار بحد أدنى 400 مليار دولار. يدعي الأسد أنه قادر على إقراض هذه الأموال من الدول الصديقة والمغتربين السوريين وخزينة الدولة. وقد أبدت إيران اهتمامها بالمساعدة في إعادة بناء سوريا. وقد تم اقتراح المانحين الدوليين كممول واحد لإعادة الإعمار. اعتبارًا من نوفمبر 2018، ظهرت تقارير بأن جهود إعادة البناء قد بدأت بالفعل. تم الإبلاغ عن أن أكبر مشكلة تواجه عملية إعادة البناء هي نقص مواد البناء والحاجة للتأكد من أن الموارد الموجودة تدار بكفاءة. ظلت جهود إعادة البناء حتى الآن محدودة القدرات وكثيراً ما كانت تركز على مناطق معينة من المدينة، متجاهلة بذلك المناطق الأخرى التي يسكنها أشخاص محرومون.
يتمثل الجانب الآخر من سنوات ما بعد الحرب في كيفية إعادة ملايين اللاجئين. طرحت الحكومة السورية قانونًا يُعرف باسم «القانون 10»، والذي قد يجرد اللاجئين من الممتلكات، مثل العقارات المدمرة. هناك أيضًا مخاوف بين بعض اللاجئين من أنهم إذا عادوا للمطالبة بهذا العقار فسوف يواجهون عواقب سلبية، مثل التجنيد القسري أو السجن. تم انتقاد الحكومة السورية لاستخدامها هذا القانون لمكافأة أولئك الذين ساندوا الحكومة. إلا أن الحكومة تنفي ذلك وأعربت عن رغبتها في عودة اللاجئين من لبنان. في ديسمبر 2018، أفيد أيضًا أن الحكومة السورية بدأت في الاستيلاء على بعض الممتلكات بموجب قانون مكافحة الإرهاب، والذي يؤثر سلبًا على خصوم الحكومة، وفقد الكثيرون ممتلكاتهم. كما تم إلغاء معاشات بعض الأشخاص.

## القوات العسكرية الأجنبية
نشر مركز جسور للدراسات في نهاية عام 2021م بالتعاون مع منصة إنفورماجين لتحليل البيانات خريطة تحليلية ترصد عدد النقاط الأمنية والعسكرية للقوى الخارجية المتدخلة عسكرياً في سوريا، فقد رُصدت 597 نقطة عسكرية وأمنية لقوات مختلفة، من بينها القوات الإيرانية والروسية والتركية والأمريكية وقد توزعت على الشكل الآتي:
- القوات الإيرانية: 333 نقطة
- القوات التركية: 122 نقطة
- القوات الروسية: 114 نقطة
- القوات الأمريكية: 28 نقطة

## الملاحظات
1. ↑   الوضع السياسي لهضبة الجولان يظهر باللون الرمادي الفاتح. ما تزال هضبة الجولان تحت السيطرة الإسرائيلية بحكم الأمر الواقع منذ حرب عام 1967. اعترفت الولايات المتحدة بالسيادة الإسرائيلية على الجولان عام 2019، لكن هذا الاعتراف لم يتم قبوله من قبل الأمم المتحدة وجميع الدول الأعضاء فيها عدا الولايات المتحدة وإسرائيل.[3][4]
2. ↑  منسوب إلى مصادر متعددة:[5][6][7][8][9][10][11][12]
3. ↑  مع سيادة النظام البعثي، تم تعليق الأعمال العدائية إلى حد كبير بين هجوم شمال غرب سوريا (ديسمبر 2019–مارس 2020) وهجوم المعارضة السورية 2024، عندما شنت المعارضة السورية حملة من الهجمات العسكرية السريعة والناجحة في شمال غرب سوريا، وسقوط نظام الأسد في 8 ديسمبر. يبقى المصير المستقبلي للصراع المستمر غير مؤكد.
4. ↑  88% منهم قُتلوا على يد قوات الحكومة أو القوات الروسية، وفقًا لـ المرصد السوري لحقوق الإنسان[14]

## مواقع خارجية
مقابلات
- مقابلة فوكس نيوز الحصرية مع الرئيس السوري بشار الأسد فوكس نيوز، 18 سبتمبر 2013
- مقابلة مع بشار الأسد: 'In the End, a Lie Is a Lie' دير شبيغل، 7 أكتوبر 2013
- مقابلة الرئيس بشار الأسد مع وكالة الأنباء الفرنسية AFP 20-01-2014 20 يناير 2014
- مناقشة أسباب الحرب الأهلية في جامعة الأمم المتحدة للسلام.
- أول مقابلة على الإطلاق مع مؤسسة جبهة النصرة أبو محمد الجولاني

الهيئات الحكومية فوق الوطنية
- منظمة الأغذية والزراعة – الأزمة السورية

هيئات حقوق الإنسان
- لجنة الصليب الأحمر الدولية في سوريا، اللجنة الدولية للصليب الأحمر

وسائل الإعلام
- Syria's war at بي بي سي نيوز
- Syrian uprising: A year in turmoil at واشنطن بوست
- Syria Pulse collected news and commentary at المونيتور
- Latest Syria developments at NOW Lebanon
- Syria أخبار متعلقة على موقع صحيفة الغارديان
- Syria collected news and commentary at نيويورك تايمز
- Syria news, all the latest and breaking Syria news at ديلي تلغراف
- Syria collected coverage at قناة الجزيرة الإنجليزية
- Syria collected news at منشورات إنديغو
- Syria Deeply at News Deeply
- خرائط أوروبا والحرب الأهلية السورية (omniatlas.com)